# アナーヒター

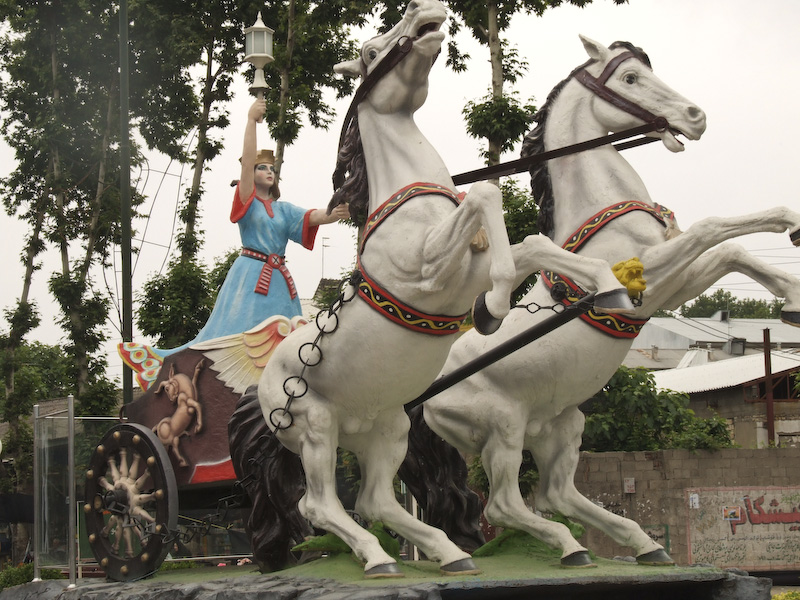
アナーヒターの像（イラン）

アナーヒター（Anāhitā）は、ペルシア神話に登場する女神。アヴェスター語形ではアナーヒター、パフラヴィー語ではアナーヒト（Anāhit）といい、いずれも「清浄」を意味する。ナーキッドの別名もある。ゾロアスター教において崇拝され、ゾロアスター教神学では中級神のヤザタに分類されるが、主神アフラ・マズダーや太陽神ミスラに匹敵する人気を誇る。

## 概要
本来は川や水を司る水神である。この女神は世界の中央にそびえたつアルブルス山の頂から流れ出す川を守護するとされ、この川は、あらゆる水路・川・入江・湖沼の源であると考えられているため、アナーヒターはそれら広くの女神とされている。
更に、この川の水が生命を育成する源泉と考えられ、アナーヒターは健康、子宝、安産、家畜の生殖・作物の豊穣の神ともされ、財産や土地の増大をも司る。その絶大な神徳から、サーサーン朝ペルシアの時代には極めて篤く崇拝された。
この女神はハラフワティー・アルドウィー・スーラー（Harahvatī Arədvī Sūrā）すなわち「水を持つ者、湿潤にして力強き者」と呼ばれていた。このハラフワティーという名から、同じく川の女神であるインド神話のサラスヴァティーと同起源と考えられている。
またペルシア七曜神では金星神とされる。
| ペルシア七曜神 | 対応する惑星・七曜 |
| -------------- | ------------------ |
| ミトラ         | 太陽・日曜         |
| マーフ         | 月・月曜           |
| ウルスラグナ   | 火星・火曜         |
| ティル         | 水星・水曜         |
| アフラ・マズダ | 木星・木曜         |
| アナーヒター   | 金星・金曜         |
| ケーワン       | 土星・土曜         |

アナーヒターは、大乗仏教の観音菩薩の起源の一つとされる。ペルシア（現イラン）やバクトリア（現アフガニスタン）から大乗仏教発祥の地である西北インド（現パキスタン）へ伝播したものと考えられる。

## 姿形

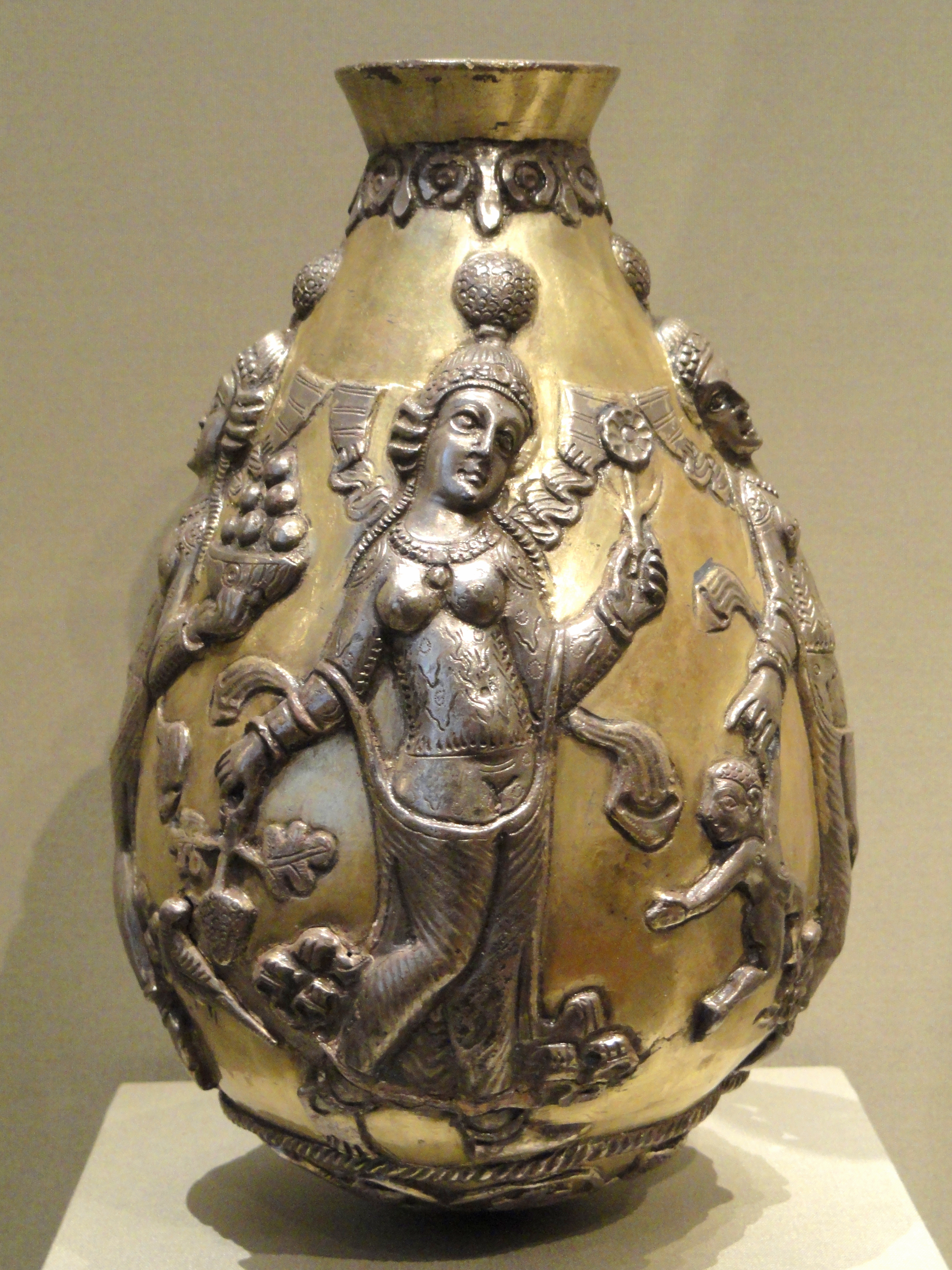
アナーヒターが彫られたサーサーン朝容器（4-6世紀）

アナーヒターは力強い色白の腕を持ち、四角い黄金の耳飾りと、百の星をちりばめた黄金の冠をかぶり、黄金のマントを羽織り、首には黄金の首飾りを身に付け、帯を高く締めた美しい乙女の姿をしているといわれる。
バビロニアではイシュタルと習合し、ここでは容貌、装束、性格、祭儀がバビロニア的となっている。
フェニキアではアスタルトやアナトに相当する。
古代ギリシア・古代ローマの歴史学者はアナーヒターをアナイティス（’Αναϊ^τις）と同一視しており、また、パンテオンの神々の1人であるとしている。
ヘレニズム時代になるとギリシアでも崇められるようになり、アプロディーテーとも習合した。
リュディアでは、キュベレーやアルテミスと同一視された。
小惑星番号270番のアナーヒターはこの名前から名付けられている。